# Sid Fleischman
Albert Sydney Fleischman, nato Avron Zalmon Fleischman e noto come Sid Fleischman (Brooklyn, 16 marzo 1920 – Santa Monica, 17 marzo 2010), è stato uno scrittore e sceneggiatore statunitense.

## Biografia
Nato a Brooklyn il 16 marzo 1920 da Reuben e Sadie (Solomon) Fleischman, si è laureato all'Università statale di San Diego nel 1949.
Nel 1948 ha esordito nella narrativa con il giallo The Straw Donkey Case, mentre la sua prima opera per ragazzi, Mister Misterius, è stata pubblicata nel 1962.
Autore per l'infanzia molto apprezzato inisgnito della Medaglia Newbery nel 1987 per The Whipping Boy, è morto a Santa Monica il 17 marzo 2010.

## Vita privata
Sposatosi il 25 gennaio 1942 con Betty Taylor, dalla loro unione sono nati Jane Paul e Anne.

## Opere tradotte in italiano
- Mister Misterius (Mr. Mysterious & Company, 1962), Milano, Mondadori, 1973 traduzione di Renata Bini e Olga Bonato
- Un maggiordomo nel Far West (By the Great Horn Spoon!, 1963), Milano, Mondadori, 1972 traduzione di Mario Rivoire
- Il fantasma di Gentleman Jack (The Ghost in the Noonday Sun, 1965), Milano, Mondadori, 1973 traduzione Giuliana Sandroni
- Chancy e il grande birbante (Chancy and the Grand Rascal, 1966), Milano, Mondadori, 1974
- Jingo Django (1971)
  - Giango trova un tesoro, Bergamo, Janus, 1974 traduzione di Lucia Calvi Pontiggia
  - Jingo Django, Milano, Mondadori, 1988 traduzione di Jorge Pflucker e Massimo Scotti
- La favolosa fattoria dei McBroom (McBroom's wonderful one-acre farm, 1972 e Here comes McBroom, 1976), Milano, Mondadori, 2006 traduzione di Alice Basso
- Oceano rosso (Blood Alley), Milano, Longanesi,1956 traduzione di Elisa Marpicati

Collana "I libri che scottano"

## Filmografia
- Oceano rosso (Blood Alley), regia di William A. Wellman (1955) (soggetto e sceneggiatura)
- Addio, lady (Goodbye, my lady), regia di William A. Wellman (1956) (sceneggiatura)
- La squadriglia Lafayette (Lafayette Escadrille), regia di William A. Wellman (1958) (sceneggiatura)
- La morte cavalca a Rio Bravo (The Deadly Companions), regia di Sam Peckinpah (1961) (soggetto e sceneggiatura)
- Un maggiordomo nel Far West (The Adventures of Bullwhip Griffin), regia di James Neilson (1967) (soggetto)
- Un magnifico ceffo da galera (Scalawag), regia di Kirk Douglas e Zoran Calic (1973) (sceneggiatura)
- Ghost in the Noonday Sun, regia di Peter Medak (1974) (soggetto)

## Premi e riconoscimenti
- Boston Globe–Horn Book Award: 1979 vincitore con Humbug Mountain
- Medaglia Newbery: 1987 vincitore con The Whipping Boy
- National Book Award per la letteratura per ragazzi: 1979 finalista con Humbug Mountain[6]